# Петър Джорински
Петър Николов Джорински е български политик, кмет на Видин.

## Биография
Роден е на 10 август 1860 г. във видинското село Орешец. Бил е кмет на Видин от 11 януари 1917 до 10 февруари 1919 г. По негова инициатива бременните жени получават безплатна акушерска помощ. Умира на 30 юни 1936 г..